# Stephanie de Sykes
Stephanie de Sykes, geboren als Stephanie Ryton, (1948) is een Britse zangeres.

## Carrière
Ze bezocht de Barys Grove School in Harlow. In juni 2008 ging ze terug voor een laatste reünie als eregast.
De Sykes begon haar carrière als sessiezangeres, waarbij ze vaak nummers uitbracht onder andere namen. Haar eerste publicatie in 1972 was Bright Shines The Light bij Polydor, vermeldt als Verity. De Sykes had in 1974 een hit met Born With a Smile on My Face, geschreven door Simon May, die zich plaatste in de Britse singlehitlijst (#2). Ze nam in hetzelfde jaar ook de thematune Golden Day op voor het tv-programma The Golden Shot met de band Rain. Deze werd geschreven door Lynsey de Paul en Barry Blue. Rond deze tijd startte de tv-maatschappij ATV Midlands dagelijkse uitzendingen met een korte film, gepaard gaande met een andere song door Rain met zang van de Sykes (Odyssey, vaak verkeerd vermeld als Life is a Beautiful Book). De Sykes kwam een jaar later weer terug in de Britse top 20 als soliste met de song We'll Find Our Day uit Crossroads, die werd uitgelicht tijdens Meg Mortimers huwelijk in de tv-soapopera in 1975. De Sykes trad op in de show als de zangeres Holly Brown. Ze had ook een hoofdrol in de comedy Side by Side.
De Sykes was een van de Birds of Paris, een samenstelling van achtergrondzangers, gebruikt tijdens de jaren 1970 voor het toevoegen van zang bij discogroepen en –artiesten. De andere leden van de Birds of Paris waren Madeline Bell, Joanne Stone, Kay Garner, Sunny Leslie, Sue Glover, Vicki Brown en Katie Kissoon. Ze was ook eens lid van Love & Kisses, die begonnen bij producent Alex R. Costandinos van Demis Roussos. Ze zong ook met de band Sphinx en met Voyage.
De Sykes en haar levenspartner Stuart Slater schreven twee Eurovisiesongfestival-deelnames: The Bad Old Days (1978) van Co-Co en Love Enough For Two (1980) van Prima Donna. In 1981 werkte ze samen met Angus Deayton om een parodie op te nemen van Making your mind up van Bucks Fizz, de winnaar van het Eurovisiesongfestival dat jaar. De song It's Only a Wind Up van Brown Ale haalde de Britse hitlijst niet. De Sykes en Slater hadden in 1983 een andere song in de Britse finale met All Around the World, die werd vertolkt door Slater, ogenschijnlijk als solist, maar met vijf muzikanten, met De Sykes als keyboardspeelster en zangeres. De song plaatste zich als vijfde van de acht inzendingen. Met name werden ze uitgenodigd door Terry Wogan in alle uitzendingen als …het man en vrouw-team van…. De Sykes leverde de achtergrondzang voor het album Bad Attitude (1984) van Meatloaf, die de door Jim Steinman geschreven song Nowhere Fast bevatte.
Haar in 1979 zelfgeschreven single Oh, What A Night For Romance was te horen in de BBC1-show Juke Box Jury, toen deze werd bekritiseerd door het panel van Dusty Springfield, Tony Blackburn, Jonathan King en Britt Ekland, die het unaniem correct voorspelden als flop. De Sykes was te zien in een tv-commercial voor McVities-koekjes in de kerstperiode van 1983 en kort daarna verzorgde ze de achtergrondzang voor het album Bad Attitude uit 1984 van Meat Loaf met de door Jim Steinman geschreven single Nowhere Fast.

## Privéleven
De Sykes woonde samen met Stuart Slater, leadzanger van The Mojos, waarmee ze twee kinderen had: Toby en Barnaby Slater, een komiek, songwriter en producent. Ze had daarna een relatie met komiek/presentator Angus Deayton. Hun relatie eindigde begin jaren 1990, nadat hij een affaire begon met de scriptschrijfster Lisa Mayer.
Ze is reeds lang mensenrechtenactiviste, die de wens koestert dat er een eind komt aan het geweld tussen Israël en Palestina. In 2015 werd haar song Bomb Babies gekozen als openingsnummer voor het anti-oorlog-album Not In Our Name, een samenwerking van zangers en muzikanten, songwriters en dichters. De cd werd uitgebracht in december 2015. Ze vertolkte ook  het korte gedicht op dezelfde cd met de titel Dying Child van Janis Hetherington.
- Biblioteca Nacional de España: XX1749984
- International Standard Name Identifier: 0000 0004 2424 5547
- Library of Congress Control Number: no98025929
- MusicBrainz: 80b5442e-ff41-4ae5-a01c-992f2a585bfd
- Virtual International Authority File: 301027343